# Малага (Нью-Мексико)
Малага (англ. Malaga) — переписна місцевість (CDP) в США, в окрузі Едді штату Нью-Мексико. Населення — 112 особи (2020).

## Географія
Малага розташована за координатами 32°13′15″ пн. ш. 104°3′57″ зх. д. / 32.22083° пн. ш. 104.06583° зх. д. (32.220910, -104.065972).  За даними Бюро перепису населення США в 2010 році переписна місцевість мала площу 7,70 км², з яких 7,70 км² — суходіл та 0,00 км² — водойми.

## Демографія
Згідно з переписом 2010 року, у переписній місцевості мешкало 147 осіб у 47 домогосподарствах у складі 34 родин. Густота населення становила 19 осіб/км².  Було 53 помешкання (7/км²).
Расовий склад населення:
| - 64,6 % — білих - 0,7 % — корінних американців - 33,3 % — осіб інших рас |

До двох чи більше рас належало 1,4 %. Частка іспаномовних становила 77,6 % від усіх жителів.
За віковим діапазоном населення розподілялося таким чином: 28,6 % — особи молодші 18 років, 66,6 % — особи у віці 18—64 років, 4,8 % — особи у віці 65 років та старші. Медіана віку мешканця становила 33,1 року. На 100 осіб жіночої статі у переписній місцевості припадало 104,2 чоловіків;  на 100 жінок у віці від 18 років та старших — 128,3 чоловіків також старших 18 років.
Цивільне працевлаштоване населення становило 15 осіб. Основні галузі зайнятості: мистецтво, розваги та відпочинок — 60,0 %, сільське господарство, лісництво, риболовля — 40,0 %.